# Schronisko Pierwsze
Schronisko Pierwsze – schronisko w Wąwozie Ostryszni na Wyżynie Olkuskiej będącej częścią Wyżyny Krakowsko-Częstochowskiej. Znajduje się pomiędzy wsiami Imbramowice i Glanów w województwie małopolskim, w powiecie olkuskim, w gminie Trzyciąż.

## Opis obiektu
Znajduje się w lewych zboczach wschodniej części wąwozu, pomiędzy wspinaczkową skałą Sanatorium a boczną dolinką, będącą najdalej na wschód wysuniętym odgałęzieniem Wąwozu Ostryszni. Schronisko położone jest dość wysoko w tych zboczach, nad niewielką i stopniowo zarastającą polanką. Jedyny otwór znajduje się u południowo-zachodniej podstawy bezimiennej skały i przesłania go krzak dzikiej róży.
Schronisko składa się z dość wąskiego, ku końcowi stopniowo zwężającego się korytarza. Powstało w pochodzących z jury późnej miękkich wapieniach kredowatych otoczonych twardszymi wapieniami skalistym. Swój udział w jego powstaniu miały też ruchy tektoniczne; budujące go skały są silnie potrzaskane, a wewnątrz brak śladów przepływu wody. Na ścianach występują tylko niewielkie grzybki naciekowe i stylolity. Dno jest kamieniste, w niektórych tylko miejscach jest na nim próchniczno-gliniaste namulisko. Ściany schroniska są zaczernione, nie stwierdzono jednak śladów ogniska.
Schronisko jest w całości dość dobrze oświetlone przez światło słoneczne i w dużym stopniu poddane wpływom środowiska zewnętrznego. Na lepiej oświetlonych ścianach rozwijają się glony. Ze zwierząt w schronisku obserwowano muchówki, biedronki, osy i motyle rusałki. Okresowo odwiedzane jest przez inne zwierzęta, a występujące na dnie guano wskazuje, że czasami bywają w nim również nietoperze.

## Historia poznania i dokumentacji
Schronisko było prawdopodobnie znane od dawna, w literaturze jednak nie wzmiankowane. Występujące w jego korytarzu ślady świadczą, że jest odwiedzane. Po raz pierwszy pomierzył go i opisał Adam Polonius w październiku 2013 roku. On też sporządził plan schroniska.

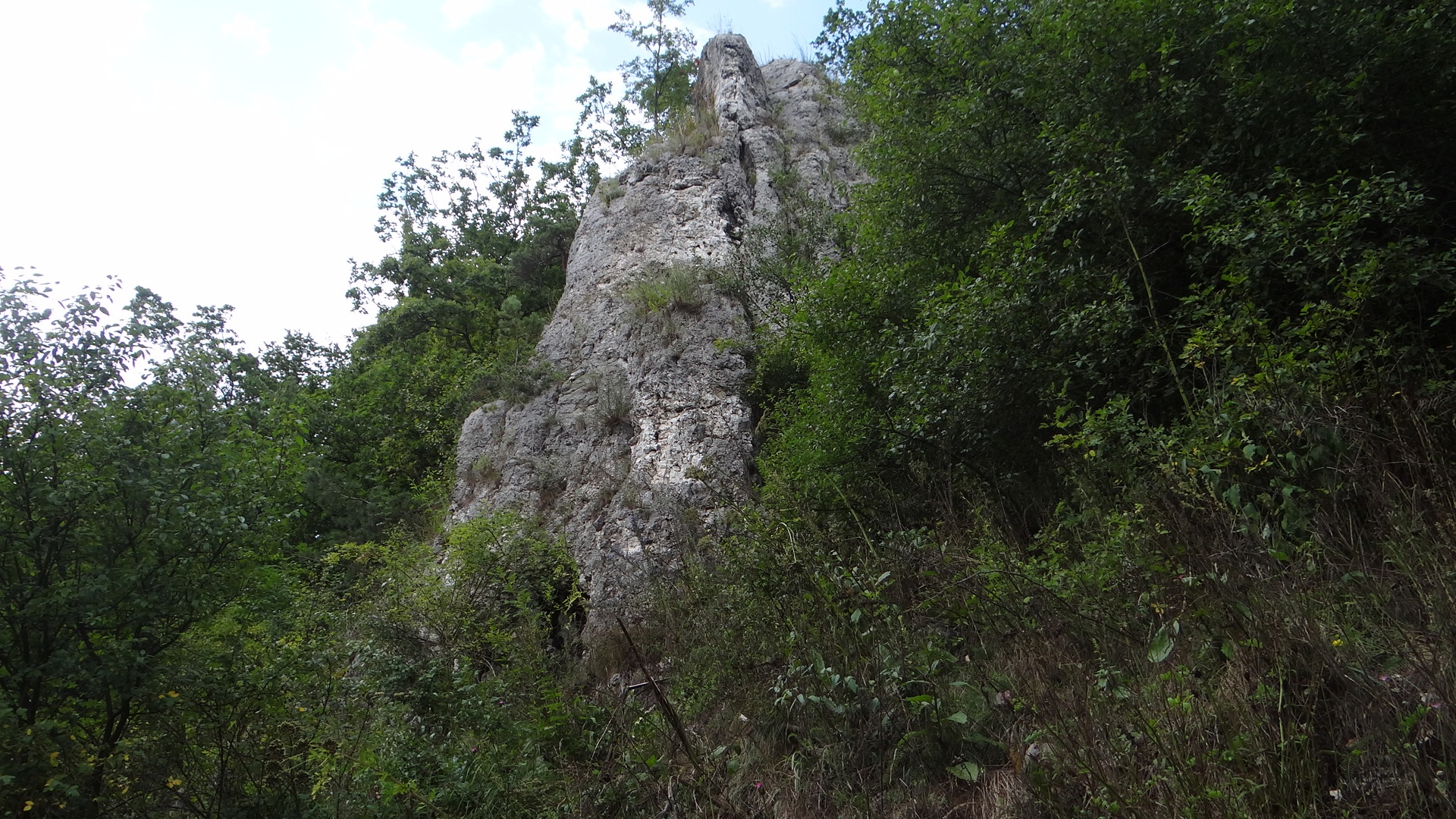
Skała z otworem schroniska
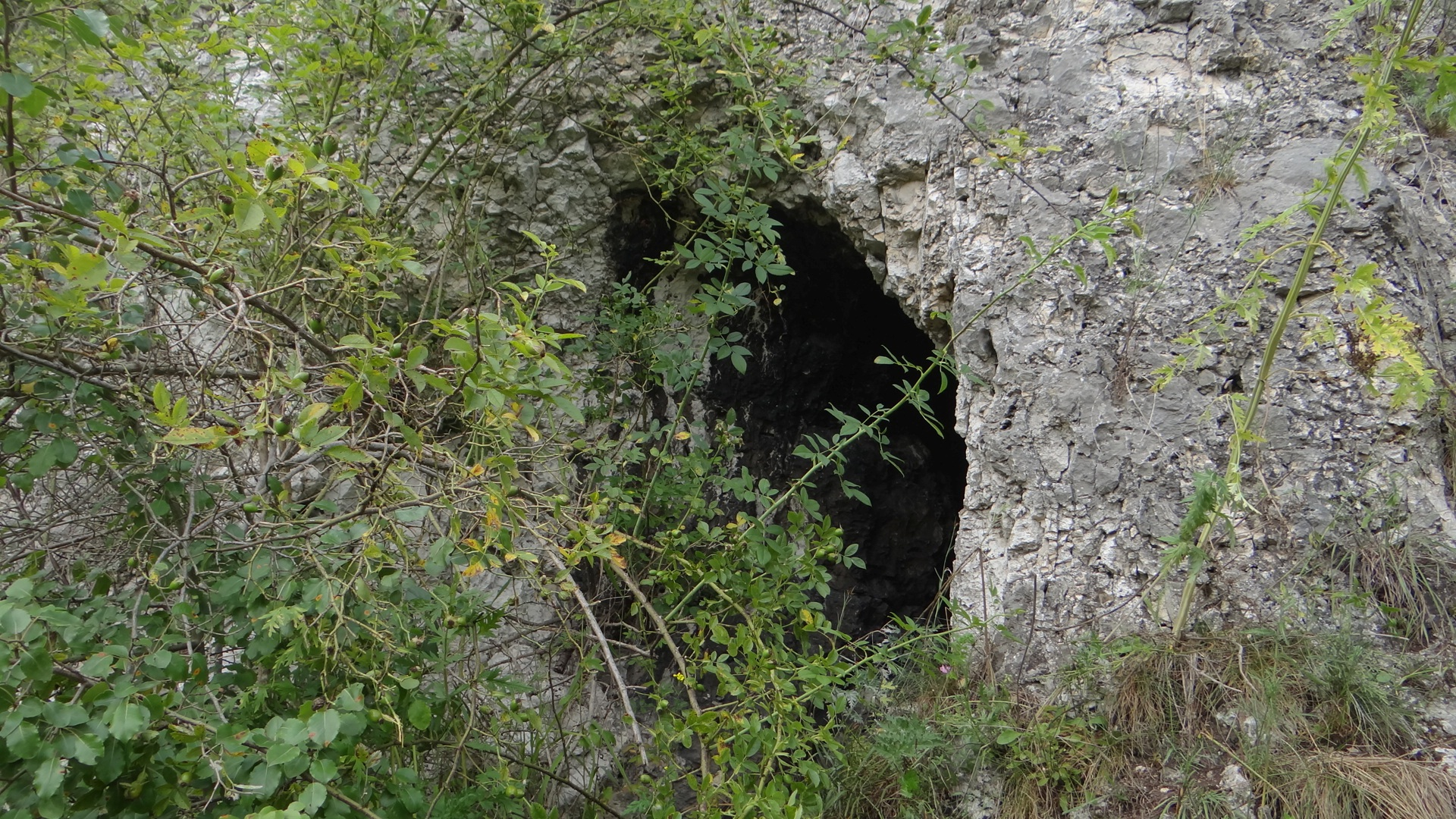
Otwór schroniska
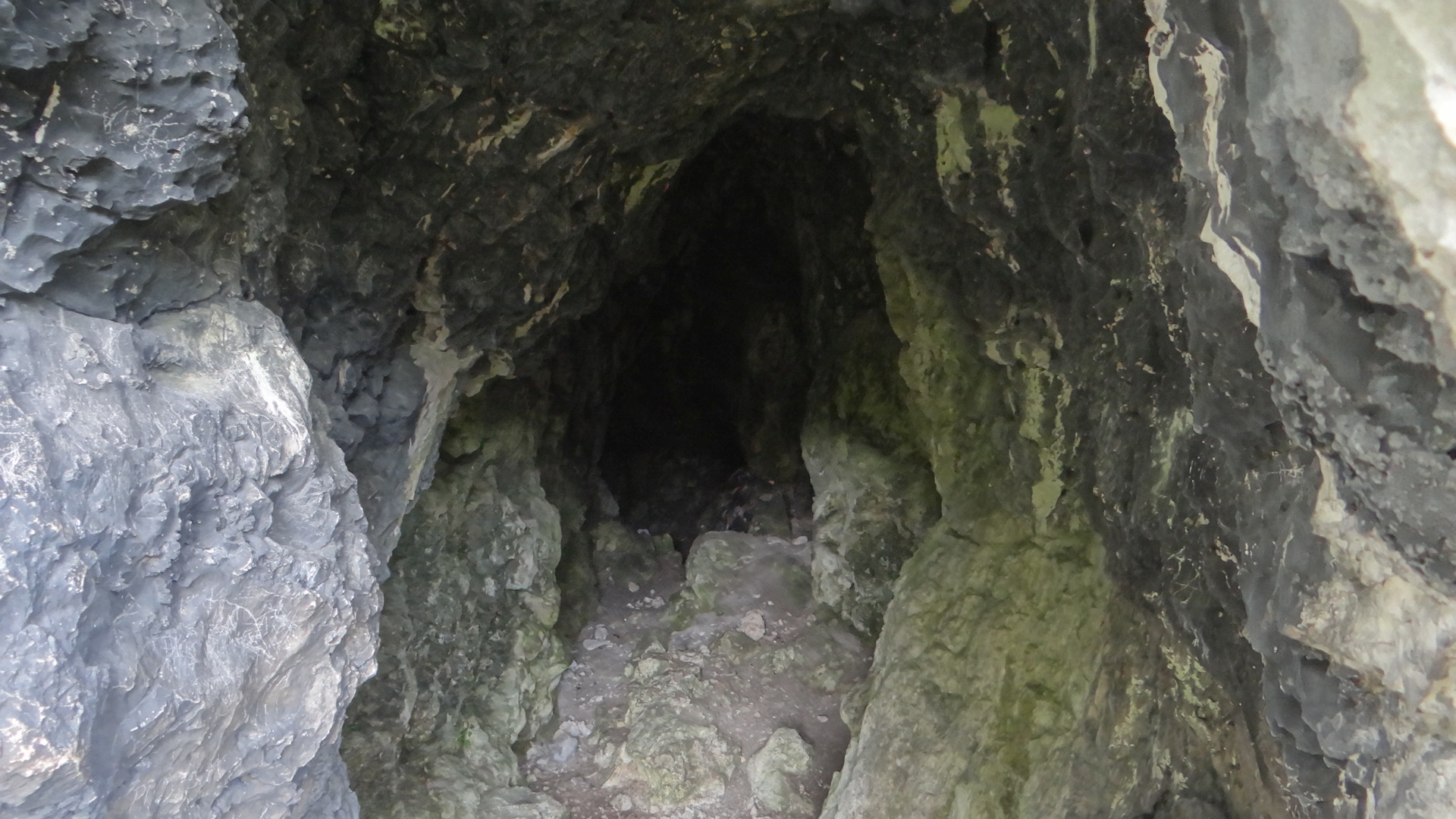
Korytarz
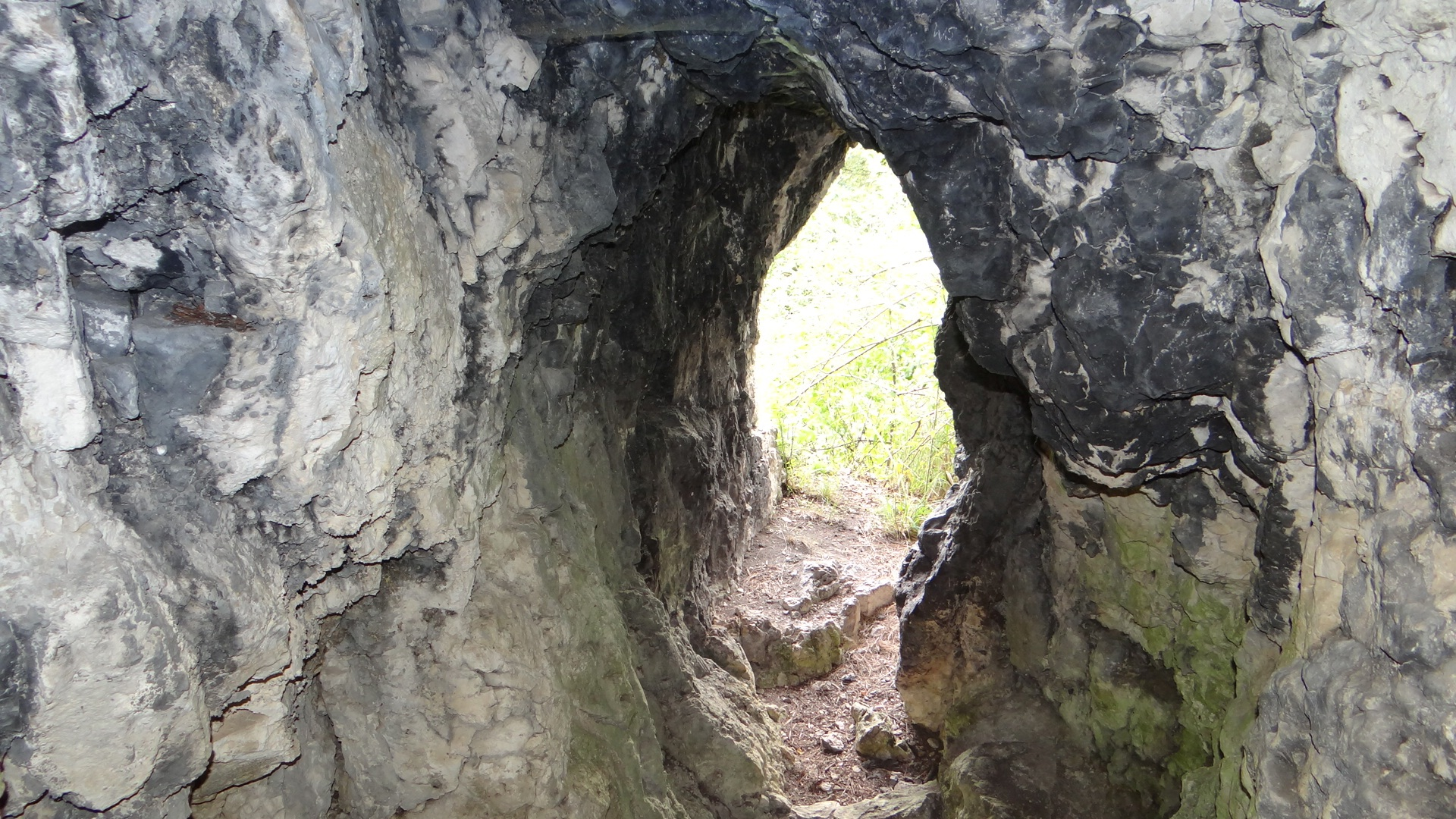
Widok ze schroniska